# Leo Hurwitz
Leo Hurwitz (*  23. Juni 1909 in Brooklyn, New York City; † 4. Januar 1991 in Manhattan, New York City) war ein US-amerikanischer Filmregisseur, Filmproduzent, Drehbuchautor, Filmeditor und Kameramann.

## Leben
Leo Hurwitz drehte zahlreiche Dokumentarfilme, die sich mit sozialen Fragen in den Vereinigten Staaten befassten. Nach Anfängen im Wochenschau-Geschäft, wo er kurze Filme zu den Hungermärschen während der Depressionszeit drehte, beschäftigte er sich in 15 Filmen mit je aktuellen Problemen.
Der ausgebildete Kameramann gründete 1936 die „Frontier Films“, für die er Werke über den Spanischen Bürgerkrieg und über die US-amerikanischen Arbeitskämpfe der 1930er Jahre vorlegte. Nach einer Phase, in der Hurwitz für offizielle Stellen während des Zweiten Weltkrieges arbeitete, produzierte er 1947 den Film Strange Victory, in dem er sich des Rassismusproblems annahm und mit dem er mehrere Preise gewann.
Als politisch Linker stand er während des McCarthyismus auf der Schwarzen Liste, arbeitete jedoch anonym und unabhängig weiter, u. a. auch für CBS. 1969 bis 1974 lehrte er an der New York University. Das vierstündige Filmgedicht Dialogue With a Woman Departed gewann 1981 den Preis der Internationalen Filmkritik.
Seine erste Ehe, die frühzeitig geschieden wurde, ging Hurwitz mit der Tänzerin und Choreografin Jane Dudley ein. Peggy Lawson, mit der Hurwitz an vielen Filmprojekten zusammenarbeitete, war bis zu ihrem Tod im Jahr 1971 seine zweite Ehefrau. In seinen letzten Jahren führt er eine Ehe mit Nelly Burlingham. Sein Sohn Tom Hurwitz ist ebenfalls Dokumentarfilmer geworden.

## Filmografie
- 1936: The Plow That Broke the Plains (Dokumentar-Kurzfilm; Kamera)
- 1936: Netze (Redes; Drehbuch)
- 1937: Spaniens Herz (Heart of Spain) (Dokumentar-Kurzfilm; Schnitt)
- 1942: Native Land (Regie, Produktion, Drehbuch und Schnitt)
- 1948: Strange Victory (Dokumentation; Regie, Drehbuch und Schnitt)
- 1956: The Museum and the Fury (Dokumentation; Regie und Produktion)
- 1961: Eichmann Trial (Fernseh-Dokumentarfilm; Regie)
- 1981: Dialog mit einer Verstorbenen (Dialogue with a Woman Departed) (Dokumentarfilm; Regie, Produktion, Drehbuch, Schnitt und Kamera)
- 1999: Ein Spezialist (Un spécialiste, portrait d'un criminel moderne, Dokumentarfilm; Kamera)[3]